# Ronnie Burrage
Ronnie Burrage (19. oktober 1959 i St. Louis Missouri, USA) er en amerikansk jazztrommeslager. 
Burrage som spiller og drager inspiration fra bebop, hardbop, funk og Soul, har spillet med mange af jazzens store musikere. Han er nok bedst kendt for sit virke med trompetisten Woody Shaw og altsaxofonisten Jackie Mcleans grupper. 
Burrage har også indspillet i eget navn. Han har også spillet med f.eks. Wayne Shorter, Joe Farrell, Andrew Hill, Lester Bowie, Dollar Brand, Joe Zawinul, McCoy Tyner og Archie Shepp.
Har haft egne grupper med musikere som Kenny Kirkland, Branford Marsalis, Marcus Miller og Wynton Marsalis.

## Udvalgt Diskografi
- In It – Ronnie Burrage
- Sound Hills – Ronnie Burrage
- Blue Noise – Ronnie Burrage
- Electric Vibe – Ronnie Burrage
- Live Montreux-New York connection – McCoy Tyner
- Gemini – Archie Shepp